# Liste der Landkomture der Ballei Elsass-Burgund
Folgende Personen waren Landkomture der Deutschordensballei Elsass-Burgund:
- Gottfried von Ruffach (1241/43–1245)
- Konrad von Salins (1246)
- Gottfried von Ruffach (1248–1255)
- Dietrich (1256–1258)
- Hartmut von Kronberg (1263)
- Reinhold von Stotzheim (1268–1270)
- Konrad, gen. Wernher von Hatstat (1271–1272)
- Rudolf (1272)
- Konrad, gen. Wernher von Hatstat (1272–1273)
- Reinlohe von Offeningen (1273/74–1275)
- Rudolf von Ofmendingen (1275–1276)
- Ulrich von Klingen (1277–1278)
- Reinlohe (1278–1286)
- Bertold von Gebzenstein (1287–1289)
- Friedrich von Gotta (1289–1291)
- Rudolf Kucheli (1292)
- Egelwart von Sulz (1292)
- Werner von Rothenburg 1293
- Rudolf Kucheli (1298–1299)
- Heinrich von Therenbach (1299)
- Ulrich von Jestetten 1304
- Bertold von Buchegg 1305–1321
- Wolfram von Nellenburg 1322–1331
- Heinrich von Dettingen 1339
- Mangold von Brandis 1342
- Peter von Stoffeln 1351
- Heinrich von Ringgenburg 1351–1359
- Ulrich von Dettingen 1360–1364
- Heinrich Reck von Hegi 1364
- Marquard Zöllner von Rotenstein 1367–1370
- Dietrich von Venningen 1370–1374
- Vinzenz von Bubenberg 1374
- Werner von Brandis 1377
- Arnold Schaler 1383
- Heinrich von Schletten 1384
- Rudolf von Randegg 1386–1392
- Johann von Ketze 1393
- Marquard von Baden 1394
- Adolf von Viermünden 1396–1399
- Marquard von Königsegg 1411–1436
- Ludwig von Landsee 1437–1443
- Burkard von Schellenberg 1443–1457
- Rudolf von Rechberg 1461–1476
- Henmann von Luternau 1477–1481
- Wolfgang von Klingenberg 1481–1517
- Rudolf von Friedingen (1522–1537)
- Philipp von Ehingen (1537–1549)
- Johann Werner von Reischach (1540–1549)
- Sigmund von Hornstein (1549–1577)
- Hugo Dietrich von Hohenlandenberg (1578–1600)
- Christoph Thumb von Neuburg (1601–1626)
- Johann Kaspar von Stadion (1627–1627)
- Johann Jakob von Stain (1629–1649)
- Heinrich Schenk von Castell (1650–1651)
- Johann Werner Hundbiss von Waltrams (1652–1658)
- Philipp Albrecht von Berndorf (1659–1666)
- Johann Hartmann von Roggenbach (1667–1683)
- Johann Friedrich von Baaden (1684–1688)
- Franz Benedikt von Baaden (1689–1707)
- Marquard Franz Leopold Freiherr von Falkenstein (1709–1717)
- Johann Franz Freiherr von Reinach (1719–1730)
- Franz Ignaz Anton Freiherr von Reinach (1730–1735)
- Philipp Joseph Anton Eusebius Graf von Froberg (1736–1757)
- Christian Moritz Eugen Graf von Königsegg (1758–1774)
- Beat Konrad Philipp Friedrich Reuttner von Weil (1775–1803)
- Karl Franz von Forstmeister (1803–1806)